# Tegenaria lunakensis
Tegenaria lunakensis là một loài nhện trong họ Agelenidae.
Loài này thuộc chi Tegenaria. Tegenaria lunakensis được Benoy Krishna Tikader miêu tả năm 1964.